# سکا آگ
سکا آگ (انگلیسی: Seca AG) شرکت مهندسی آلمانی است، که در سال ۱۸۴۰ تأسیس شد.